# Región corporativa de Couva-Tabaquite-Talparo
Couva-Tabaquite-Talparo (pronunciaciónⓘ) es una región de Trinidad y Tobago.

## Geografía
La región abarca parte de la isla Trinidad y limita al norte con borough de Chaguanas, al sur con la ciudad de San Fernando y la región de Princes Town, al este con las regiones de Sangre Grande y Mayaro-Rio Claro, y al oeste con el golfo de Paria.

## Organización territorial
Consta de 94 localidades:
- Agostini Village
- Arena
- Balmain
- Basta Hall
- Bonne Aventure
- Brasso Caparo Village
- Brasso Manuel Junction
- Brasso Tamana
- Brasso Venado
- Brechin Castle
- Brickfield
- Brickfield-Navet
- Brothers Road
- Buccarro
- Butler Village
- Calcutta Road No. 2
- Calcutta Settlement No. 2
- California
- Caparo
- Carapichaima
- Caratal
- Carlsen Field
- Cedar Hill
- Chandernagore
- Chase Village
- Chickland
- Chin Chin
- Claxton Bay
- Coal Mine
- Corosal
- Couva Central
- Cunupia (parcial)
- Diamond
- Dow Village
- Eccles Village (parcial)
- Edinburgh Village
- Esperanza
- Fairview
- Farnum Village
- Felicity Hall
- Flanagin Town
- Forres Park
- Freeport
- Friendship
- Gasparillo
- Gran Couva
- Guaracara
- Hermitage
- Indian Trail
- Las Lomas (Nos. 1 & 2)
- Longdenville (parcial)
- Macaulay
- Madras Settlement
- Mamoral No. 2
- Mayo
- Mc Bean
- Mount Pleasant
- Mundo Nuevo
- Nancoo Village
- Orange Valley
- Ouplay Village
- Palmiste
- Parforce
- Pepper Village
- Phoenix Park
- Piparo (parcial)
- Plaisance Park
- Pointe-à-Pierre
- Point Lisas
- Poonah
- Preysal
- Ravine Sable
- Riversdale
- San Pedro (parcial)
- San Raphael-Brazil
- Spring Village North
- Spring Village South
- Springland-San Fabian
- St. Andrew's Village
- St. Margaret
- St. Mary's Village
- Sum Sum Hill
- Tabaquite
- Talparo
- Tamana Road
- Todd's Road
- Todd's Station
- Tortuga
- Union Village
- Warren Village
- Waterloo
- Welcome
- White Land

## Demografía
Datos demográficos de la región de Couva-Tabaquite-Talparo:
| Gráfica de evolución demográfica de Couva-Tabaquite-Talparo entre 2000 y 2011 |
|                                                                               |